# Губернија
Губернија (рус. губерния) је административно-територијална јединица у царској Русији. На челу губернија налазили су се губернатори.